# مونتكاتيني ترمي
مونتكاتيني ترمي (بالإنجليزية: Montecatini Terme)‏ هي بلدية إيطالية تقع في مقاطعة بستويا، تسكانة، وسط إيطاليا. يبلغ عدد سكانها 20000 نسمة حسب تعداد عام 2016. ادرجت ضمن مواقع التراث العالمي لليونسكو في 2021، بسبب ينابيعها المعدنية الشهيرة وهندستها المعمارية التي تجسد شعبية المنتجعات الصحية في أوروبا خلال القرنين الثامن عشر والعشرين.